# Светски дан климатских промена
Светски дан климатских промена се обележава сваког 4. новембра са циљем подизања свести о значају овог глобалног проблема.

## Историјат
Године 2015. је, поводом Светског дана климатских промена, усвојен нови Глобални климатски споразум у Паризу на 21. Конференцији држава чланица Оквирне конвенције Уједињених нација о промени климе. Србија је међу првих десет земаља света Секретаријату Конвенције доставила Намераване национално одређене доприносе смањењу емисија гасова са ефектом стаклене баште.
Сваке године се поводом Светског дана климатских промена организују радионице, предавања и друге активности широм света. У Србији се предузимају бројне активности у ублажавању климатских промена и прилагођавању измењеним климатским условима.